# Geber

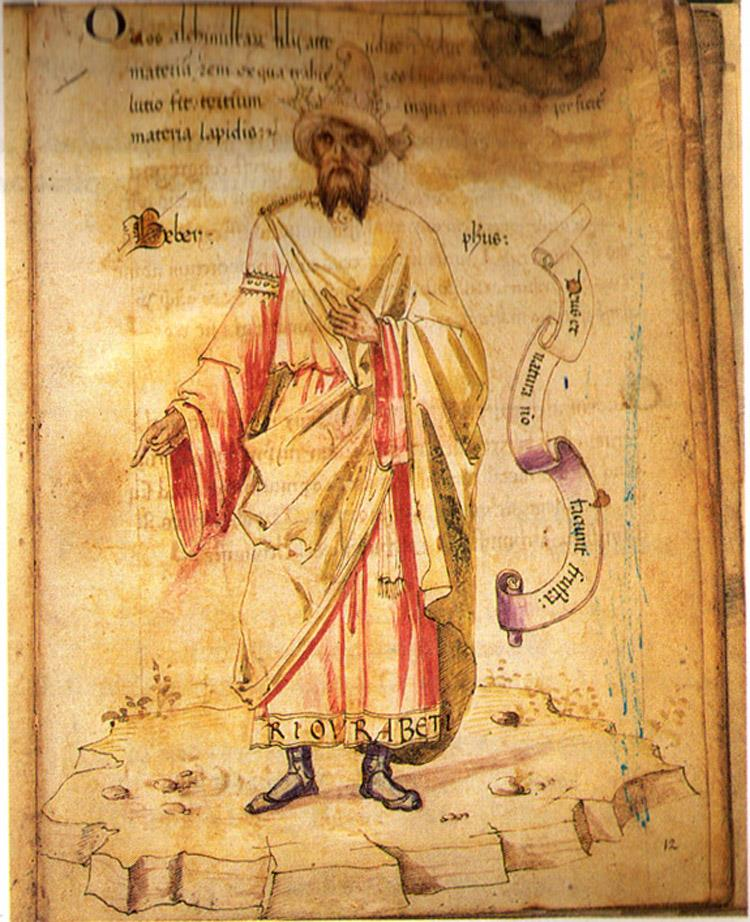
Geber într-un manuscris alchimist din sec. al XV-lea

Jabir ibn Hayyan, latinizat Geber (c. 721- c. 815) a fost un celebru învățat de origine arabă (după unele surse) sau persană (după alte surse), ce a adus o contribuție substanțială la dezvoltarea culturii islamice. Printre multiplele sale preocupări, putem enumera: chimie, alchimie, astronomie, astrologie, filozofie, farmacie, medicină.

## Biografie
S-a născut la Tus, Iran. Tatăl a fost farmacist, ceea ce a condus la orientarea de mai târziu a lui Geber către alchimie.
După mai multe peregrinări, datorate vicisitudinilor istorice, familia sa se mută la Yemen. Acolo, Geber studiază Coranul, matematica și alte discipline ale vremii.
La Kufa studiază medicina și începe să o practice sub patronajul vizirului Barmakid (în timpul domniei celebrului calif Harun al-Rașid.
Mai târziu, familia sa cade în dizgrație iar Geber își petrece ultimii ani ai vieții în închisoare.

## Contribuții

### Chimie
Descoperirile sale care au influențat chimia modernă sunt importante:
- A subliniat necesitatea experimentului. Astfel, chimia (pe acele vremuri greu de distins de alchimie) era eliberată de superstiții și orientată spre o direcție științifică
- I se atribuie descoperirea unor procedee și procese chimice ca: distilarea, cristalizarea
- A descoprit mai multe substanțe chimice, printre care: acidul clorhidric, acidul azotic, acidul citric, apa regală și multe altele

### Alchimie
Geber a fost alchimist la curtea califului Harun al-Rașid.
Influențat de religie, urmărea și latura mistică a alchimiei: Susținea că procesul alchimic este posibil numai cu voința lui Allah.
Concepția sa alchimistă se menține pe linia trasată de legendarul Hermes Trismegistul, de Pitagora și Socrate. În experimentele sale, încearcă (bineînțeles fără succes) să descopere piatra filozofală, acel El Iksir, care devine obiectiv principal al alchimiei de mai târziu.

### Scrieri
Scrierile lui Geber pot fi grupate în patru categorii:
1. Cele 112 cărți includ variante arabe ale Tablei de smarald, operă care a stat la baza ermetismului alchimic.
2. Cele șapte cărți, multe din ele au fost traduse în latină în perioada medievală
3. Cele zece cărți ale rectificării, ce conțin descrierea unor "alchimiști" precum: Pitagora, Socrate, Platon, Aristotel.
4. Cărțile echilibrului, care conțin celebra "teorie a echilibrului în Natură".